# ОШ „Петар Кочић” Риђица
ОШ „Петар Кочић” једна је од основних школа у Сомбору. Налази се у улици Добровољачка 2 у месту Риђица.

## Историјат
Основна школа „Петар Кочић” једна је од првих школа на територији Војводине. После манастирске школе у Ковиљу, сматрају је једном од најстаријих школа у Бачкој. Радила је од 1926. године до завршетка Другог светског рата, настава се изводила на српском, немачком и мађарском језику. Након рата се настава изводи само на српском језику. Актом среског народног одбора званично је основана 30. августа 1950. У регистар установа је уписана први пут 21. децембра 1963. године. Названа је по српском песнику, писцу и политичару Петру Кочићу.

## Зграда школе
Настава је извођена у згради Каштел, у мањој згради поред српске цркве, у старој месној заједници и у згради где је данас самопослуга. Године 1963. је изграђена нова зграда са десет учионица и са малом салом. Остали простори који су служили за овављање наставе се напуштају, сем приземља Каштела. Од оснивања па до 2009. године настава је организована у две школске зграде, а од 2009—2010. се изводи у згади у улици Добровољачка бр. 2.